# Ненад Сакић
Ненад Сакић (Крушевац, 15. јун 1971) је бивши српски фудбалер, а садашњи фудбалски тренер.

## Играчка каријера
Поникао у редовима ФК Жупа из Александровца, наставио у крушевачком Напретку (1989-1994), а потпуно се афирмисао играјући у београдској Црвеној звезди (1994-1997). Са "црвено-белима" освојио једну титулу првака државе (1995) и три трофеја Купа Југославије (1995, 1996, 1997).
Интернационалну каријеру градио у Италији наступајући за Лече (1997-98) и Сампдорију (1998-2004). Каријеру завршио у матичном крушевачком Напретку (2005-06), а 2005. године проглашен је за најбољег спортисту Крушевца.
Наступао је за репрезентацију Југославије шест пута. Дебитовао је у време кратког селекторовања Милана Живадиновића, 23. септембра 1998. против Бразила (1:1) у Кастелау, а од дреса "плавих" се опростио 15. новембра 2000. против Румуније (1:2) у Букурешту.

## Тренерска каријера
Крајем 2006. кратко време био спортски директор крушевачког Напретка, да би након полусезоне 2008-09 наследио на тренерској клупи Напретка Јовицу Шкора, који је добио отказ због лоших резултата у јесењем делу Јелен Суперлиге. Напредак је први део сезоне завршио на последњем месту на табели, са 13 бодова из 17 мечева, а након добрих игара у пролећном делу сезоне, под Сакићевом командном палицом неколико кола пре краја је осигуран опстанак.
Једно време обављао дужност селектора кадетске репрезентације Србије, а затим је био помоћник селектору А тима Синиши Михајловићу током неуспешних квалификација за Светско првенство 2014. у Бразилу.
У новембру 2013. Сакић је постао помоћник Синиши Михајловићу у Сампдорији, и на тој позицији је био до 2015. године. Касније је био помоћник Михајловићу и у екипи Милана током сезоне 2015/16. Током 2017. године Сакић је поново водио екипу Напретка али је након неколико слабих резултата поднео оставку.
Сакић је 1. новембра 2019. постављен за тренера крушевачког Трајала. Екипа Трајала је такмичарску 2019/20. у Првој лиги Србије завршила на 13. месту. Након завршетка сезоне управа клуба је одлучила да не понуди нови уговор Сакићу.
Крајем 2021. године је почео да ради у стручном штабу Дејана Станковића, тренера Црвене звезде. Након што је Станковић крајем августа 2022. напустио своју функцију, исто је урадио и Сакић.

## Удес
Дана 8. маја 2012. изазвао је тежак удес на аутопуту код Јагодине, у којем је повређено седам особа, а Радмила Вукић (67) је након шест дана у коми преминула од последица судара. Несрећа се догодила на аутопуту Београд - Ниш, када је Сакић џипом BMW X5 ударио у комби „Геа турса" у којем је било седам особа, након чега је комби пробио ограду и преврнуо се више пута. Алко-тест је показао да Сакић није био под дејством алкохола.